# 디프테리아 항독소

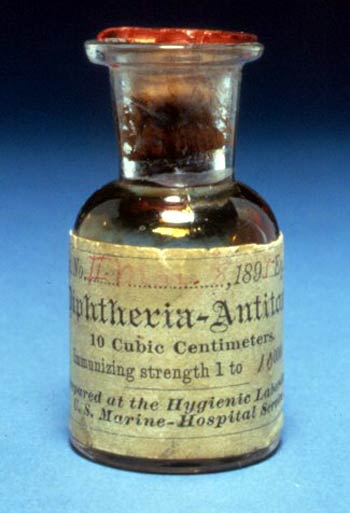
디프테리아 항독소 1895년

디프테리아 항독소(영어: Diphtheria antitoxin; DAT)는 디프테리아 치료에 사용되는 항체로 구성된 약물이다. 디프테리아 균에 의해 생성된 독소를 중화시키는 작용을 한다. 더 이상 디프테리아 예방에 권장되거나 사용되지 않는다. 정맥주사나 근육주사를 통해서 투여한다. 디프테리아 항독소는 1890년에 개발되어 의료용으로 사용되었다. WHO 필수 의약품 목록에 디프테리아 항독소가 등재되어 있다. 미국의 경우 미국 질병통제예방센터에서 구할 수 있다. 2008년 현재 유럽을 포함해서 많은 국가에서 사용을 할 수 없는 상태이다.

## 제작 방법과 부작용 문제
디프테리아 항독소는 디프테리아 독소에 대해서 면역이 된 말의 혈장으로 만들어진다. 디프테리아를 포르말린으로 약화시킨 후 말에 주사하여 면역이 생기게 된 후에 말의 혈장을 채취하여 정화한 후 사람에게 주사하는 기법으로 제작이 되기 때문에, 말의 상태에 따라서 질병이 추가로 발생할 수 있다. 그래서, 부작용이 흔하게 발생할 수 있다. 과민증을 포함하여 혈청 질환 및 알레르기 반응들이 보고된 부작용의 사례이다.

## 디프테리아 항독소 개발 역사
- 1887년 초 에밀 베링이 본에서 파상풍 면역 흰 쥐의 혈청에 탄저균을 중화시키는 물질이 있음을 발견했다. 그는 이것을 "저항"이라 인식했다.
- 1888년 에밀 베링이 군대 약품을 위해 베를린 의학 아카데미에 짧게 파견됨
- 1889년 로베르트 코흐가 지도하는 베를린 대학교 위생 연구소에 입사
- 1890년 12월 4일, 베링과 키타사토 시바사부로(Kitasato Shibasaburō)는 혈청 치료에 관한 첫 논문을 발표했다. 12월 11일, 베링이 서명한 또 다른 보고서는 파상풍 치료뿐만 아니라 디프테리아에서도 혈청 치료에 대해 언급했다.
- 1890년 에밀 베링과 그의 동료들에 의해서 디프테리아와 파상풍에 대한 항독소가 최초로 생산되었다. 디프테리아 치료에 디프테리아 항독소를 사용하는 것은 저명한 의학 학술지 란셋에 의해 "급성 전염병의 의학적 치료에서 19세기의 가장 중요한 진보"로 언급되었다.